# 潜水母艦
潜水母艦（せんすいぼかん）は、海軍における補助艦艇の一つである。

## 概要

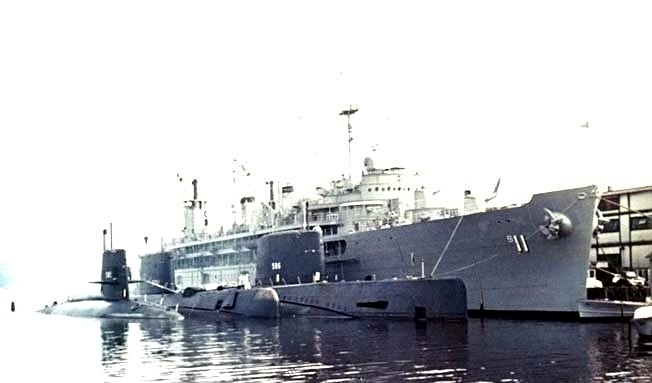
アメリカ海軍の潜水母艦「フルトン」と接舷中の原子力潜水艦3隻

潜水母艦は、潜水艦に補給をおこなう補給艦の一種である。前進根拠地や泊地などにおいて潜水艦を接舷させ、食料、燃料、魚雷その他物資の補給を行う。
補給だけでなく、工作艦として修理・整備能力を持つものもある。ただし、潜水母艦自体は潜水艦のように水中に潜ることはできないし、敵艦に対する攻撃力も乏しい。また潜水母艦は潜水艦乗組員の休養施設なので居住性も良く、充実した医療、映画などの娯楽提供などもおこなう。類似のものとしては、水雷母艦や駆逐艦母艦がある。
乗員数に余裕があり無線設備も充実しやすいことから、潜水母艦は潜水艦戦隊の旗艦となったケースもある。
潜水艦は艦内が狭く、主武装の魚雷や、生鮮食品、燃料などの消耗品を大量に積み込むことができない。そのため、長期間の行動には潜水艦に付随し、補給などを行う艦船が必要となる。専用の艦を新造する場合の他、徴用した商船を改装したものもあり、これは「特設潜水母艦」と呼ばれる。大型水上艦に対する補給艦のように航行しながらの補給を行うものではなく、あくまでも泊地内などでの停泊・接舷しての運用が主となる。ドイツ海軍は作戦行動中のUボートに洋上で秘密裡に補給をおこなうため、「乳牛 (Milchkuh) 」と呼ばれる補給用Uボートを開発した。

## 日本の潜水母艦

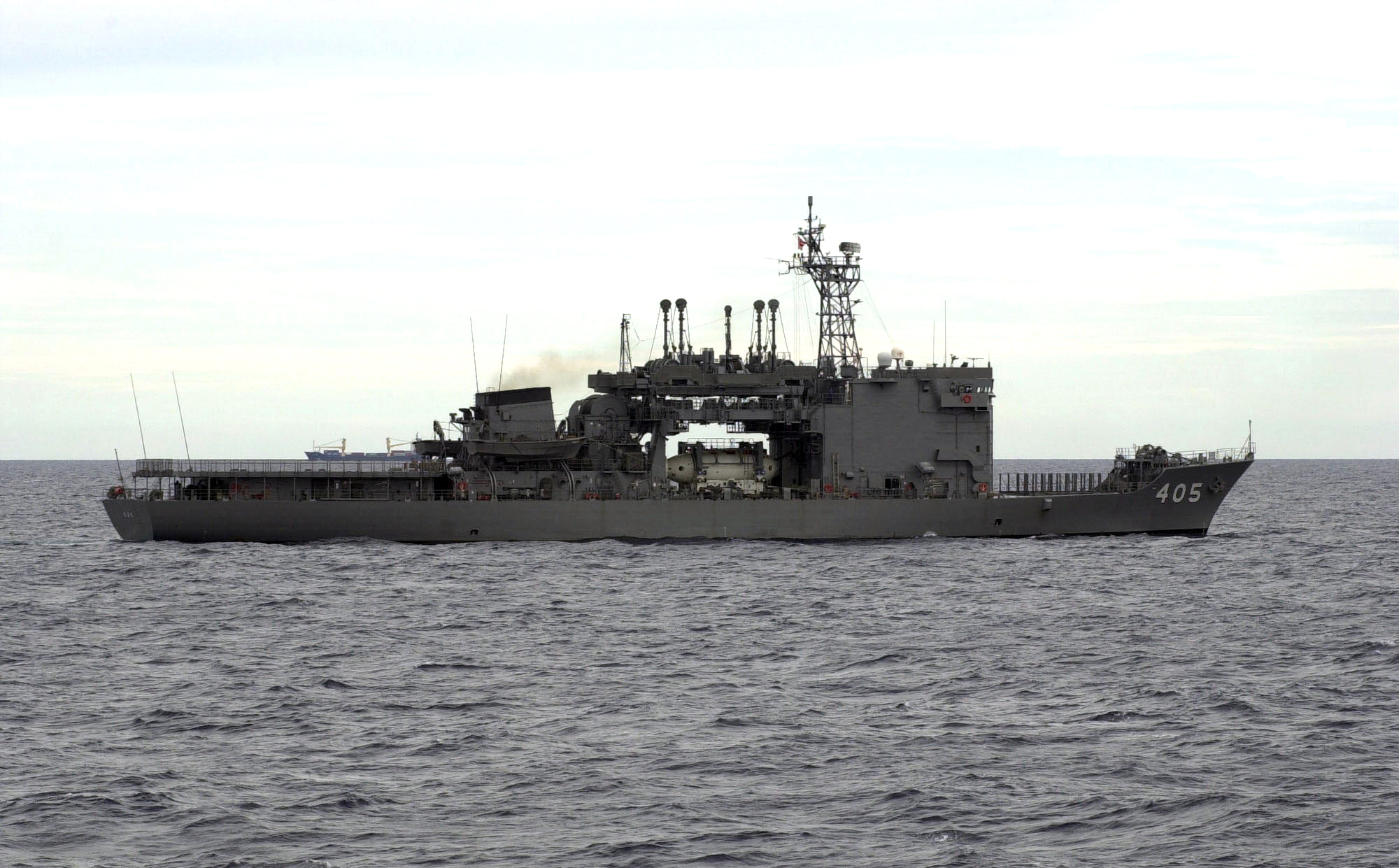
潜水艦救難母艦「ちよだ」

日本海軍の海軍艦艇類別標準において軍艦のうちに潜水母艦の類別が設けられたのは1924年（大正13年）12月1日であり、それまでは同種の任務の艦は水雷母艦とされていた。特務艇のうちの潜水艦母艇（1920年（大正9年）4月1日設置）も同様の任務に就いた。
当時の水雷母艦（潜水艦母艦）は、運送船として計画され建造中に改装された「駒橋」や拿捕商船を改装した「韓崎」、潜水艦母艇は旧式海防戦艦を改造した「見島」や、元防護巡洋艦の「千代田」などであった。
大正期の八八艦隊案において、ようやく本格的潜水母艦たる迅鯨型潜水母艦の「迅鯨」と「長鯨」の就役に至った。しかし迅鯨型は呂号潜水艦に対応した能力であったため、潜水艦の大型化・高速化が進むと能力不足が顕著になった。そこで他艦と戦隊を組まない軽巡洋艦（長良型軽巡洋艦）や、商船を改装した特設艦が潜水戦隊旗艦兼母艦任務に充当された。
昭和期にはいると、「大鯨」と剣埼型潜水母艦といった本格的な潜水母艦が建造され、迅鯨型は練習艦や工作艦になった。
しかし、新型3隻（「大鯨」、「剣埼」、「高崎」）は有事の際に短期間で航空母艦へ改装される予定の特殊艦であった。実際に太平洋戦争を前に「大鯨」は「龍鳳」（昭和16年12月より空母改造工事開始）、「剣崎」は「祥鳳」（昭和15年11月より工事開始）、「高崎」は「瑞鳳」へと、それぞれ予定通りに軽空母へ改装されたため、迅鯨型は1940年（昭和15年）11月より再び潜水母艦として運用された。また予定どおり商船改造の特設潜水母艦を投入した。このほかに、潜水戦隊旗艦用の軽巡洋艦として大淀型軽巡洋艦を建造することになったが、1番艦「大淀」のみ完成し、2番艦「仁淀」は建造中止となった。
海上自衛隊においては、潜水母艦機能に加えて潜水艦救難艦としての能力も持つ潜水艦救難母艦「ちよだ」を2018年まで運用していた。

## アメリカの潜水母艦
オハイオ級原子力潜水艦など弾道ミサイル潜水艦を大量に保有していたアメリカ海軍では、潜水艦発射弾道ミサイルを積載する能力を持つものも存在した。
2022年時点においてアメリカ海軍は原子力潜水艦用のエモリー・S・ランド級を運用している。

## 各国の潜水母艦
大日本帝国
- 迅鯨型潜水母艦
  - 迅鯨
  - 長鯨
- 大鯨（軽空母に改造され「龍鳳」と改称）
- 剣埼型潜水母艦
  - 剣埼（軽空母に改造され「祥鳳」と改称）
  - 高崎（未完成のまま軽空母に改造され「瑞鳳」と改称）

 オーストラリア
- ワン・プー（英語版）

 アメリカ合衆国
- ビーバー（英語版）[10]
- フルトン級潜水母艦（英語版）[11]（ブッシュネルなど、合計7隻）
- ハンレー級潜水母艦
- サイモン・レイク級潜水母艦
- L・Y・スピア級潜水母艦
- エモリー・S・ランド級潜水母艦

 イギリス
- アダマント（英語版）
- ウルフ
- サイクロプス（英語版）
- フォース（英語版）
- ボナベンチャー（英語版）
- メドウェイ
- メイドストーン
- モンクレア（英語版）
- ルチア（英語版）

 インド
- アンバ

 フランス
- ジュール・ヴェルヌ（フランス語版）[7]

 ドイツ国
- ザール（ドイツ語版）[注 6]

## 参考図書
- 『歴史群像No.38潜水母艦　大鯨』学習研究社、1999年

- 国立国会図書館デジタルコレクション - 国立国会図書館
  - 小原国芳「第三編　海軍」『児童百科大事典.10(国防篇)』児童百科大事典刊行会〈児童百科大辞典〉、1932年6月。
  - 海軍研究社編輯部 編『ポケット海軍年鑑 : 日英米仏伊独軍艦集. 1935年版』海軍研究社、1935年5月。
  - 海軍研究社編輯部 編『ポケット海軍年鑑 : 日英米仏伊独軍艦集. 1937,1940年版』海軍研究社、1937年2月。
  - 海軍研究社編輯部 編『日本軍艦集　2600年版』海軍研究社、1940年7月。
  - 匝瑳胤次「潜水母艦と救難船」『潜水艦出撃』東華書房、1943年7月。doi:10.11501/1460405。
  - 藤田精一「水雷母艦迅鯨」『大日本軍艦写真帖』海上協会、1924年9月、22-23頁。